# La Génétouze
La Génétouze là một xã ở tỉnh Vendée trong vùng Pays de la Loire, Pháp. Xã này có diện tích 13,12 km², dân số năm 2006 là 1503 người. Xã này nằm ở khu vực có độ cao trung bình 74 mét trên mực nước biển.

## Biến động dân số
| Năm | 1962 | 1968 | 1975 | 1982  | 1990  | 1999  | 2006  |
| --- | ---- | ---- | ---- | ----- | ----- | ----- | ----- |
| Dân số | 584  | 619  | 762  | 1 125 | 1 319 | 1 393 | 1 503 |
| From the year 1962 on: No double counting—residents of multiple communes (e.g. students and military personnel) are counted only once. |      |      |      |       |       |       |       |